# باگاس

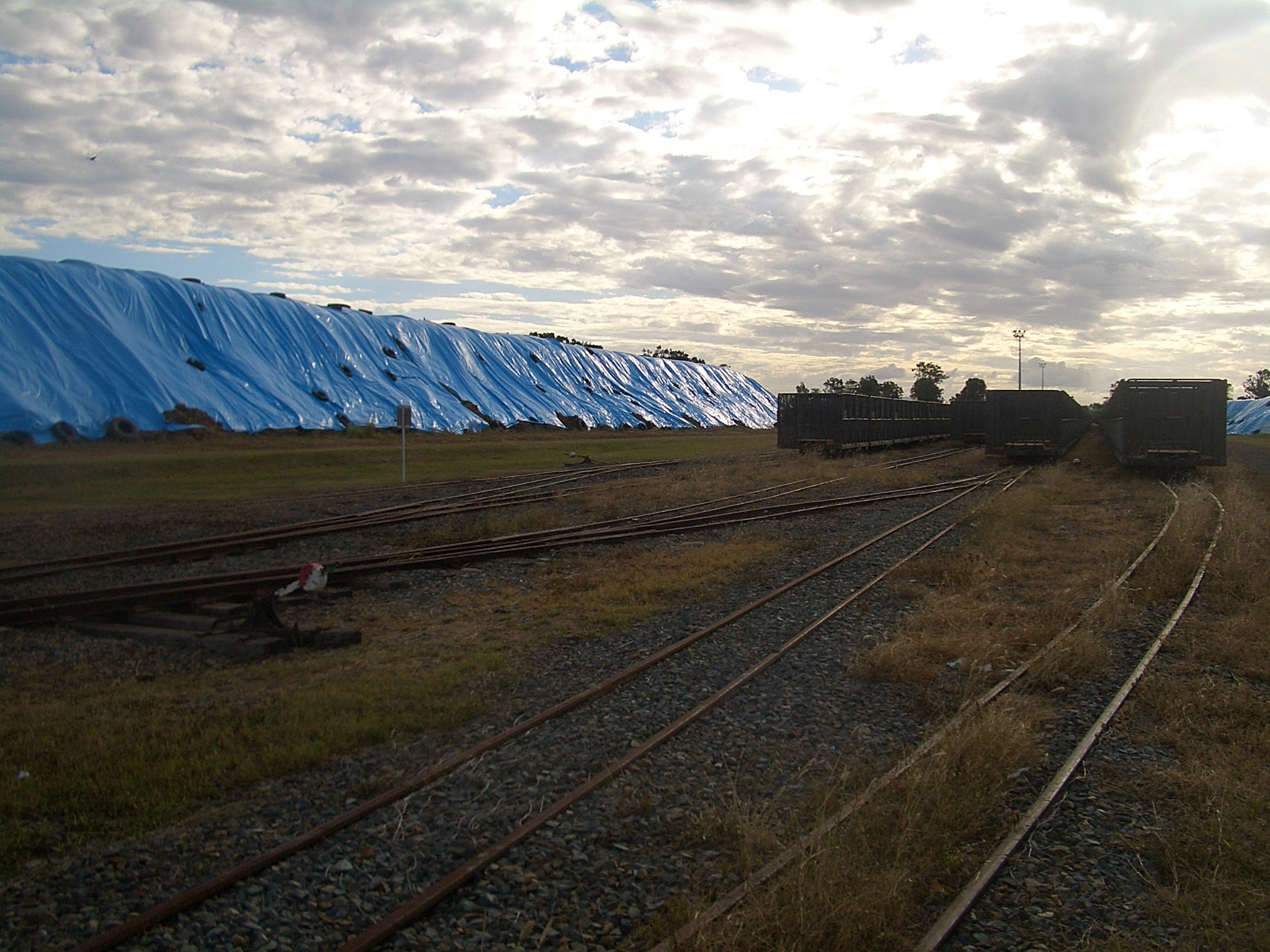
نگهداری باگاس زیر پلاستیک آبی در خارج از کارخانه، کوئینزلند

باگاس تفاله‌ای است که پس از استخراج شکر از نیشکر و سورگوم، حاصل می‌شود.
این محصول دارای کاربرد‌های فراوانی می باشد.
با نام‌های زیادی از جمله کاه نیشکر، تفاله نیشکر نیز شناخته می شود. و همانگونه که ذکر شد باقی‌مانده ساقه‌های نیشکر پس از شیره‌گیری می‌باشد. 
از جمله مصارف پر‌کاربرد آن استفاده در خوراک دام و طیور است. چرا که با قیمت‌های بسیار ارزان جایگزینی برای کاه و کلش گندم در جیره است.
باگاس نیشکر در خوراک دام به صورت عمده برای خاصیت پرکنندگی شکمبه و تامین انرژی مصرف می‌شود. 
آنالیز این محصول به صورت کلی دارای ۴۴ درصد فیبر ، ۴۴ درصد هیدرات کربن، پروتئین خام ۲ درصد، چربی ۰.۵ درصد ، کلسیم ۰.۹۵ درصد ، فسفر ۰.۲۹ ، درصد، پتاسیم ۰.۵ درصد.
همانگونه که در آنالیز مشخص است این محصول باید به همراه سایر مواد مغذی ها مخصوصا غنی از پروتئین و کربوهیدرات مصرف شود. مانند کنجاله ها، کنسانتره و...
باگاس انواع مختلفی دارد از جمله: باگاس فله، باگاس بسته بندی یا بلوکی و باگاس فشنگی.
همچنین از این ماده به عنوان یک سوخت زیستی برای تولید گرما، انرژی، برق، تولید پالپ و مواد ساختمانی استفاده می شود.